# Associazione Calcio Venezia 2003-2004
Questa pagina raccoglie le informazioni riguardanti l'Associazione Calcio Venezia nelle competizioni ufficiali della stagione 2003-2004.

## Stagione
Nella stagione 2003-2004 il Venezia ha disputato il campionato di Serie B, ha raccolto 51 punti, che non sono bastati per raggiungere la salvezza. Per ottenerla ha dovuto superare il Bari nello spareggio con la quart'ultima, che ha determinato la quarta retrocessa in Serie C1, il Bari appunto, che ha raccolto un punto in meno in campionato. Il Venezia ha perso (1-0) in puglia, e vinto (2-0) al Penzo, mantenendo così la categoria, con i pugliesi sono retrocessi il Pescara, l'Avellino ed il Como. La squadra lagunare ha raggiunto l'obiettivo stagionale sempre allenata da Angelo Gregucci, nel girone di andata ha raccolto 23 punti, mentre nel ritorno ha fatto meglio, totalizzando 28 punti, necessari per giungere allo spareggio. Si è trattato di un lungo torneo a 24 squadre, con 46 giornate, oltre alla coda che ha riguardato il Venezia, con i due spareggi salvezza. Molto meglio la squadra arancioneroverde ha fatto in Coppa Italia, aiutata a vincere il girone 4 con una sola vittoria, (2-0) all'Atalanta, senza giocare con Vicenza e Triestina, partecipando con loro, alla protesta delle squadre cadette, per il massacrante format del campionato. Poi avendo passato comunque il turno, nel secondo turno ha eliminato nel doppio confronto l'Empoli, mentre negli ottavi è stata eliminata dal Parma, perdendo (0-2) in casa e vincendo (0-1) al Tardini.

## Rosa
| N. |                      | Ruolo | Calciatore             |
| -- | -------------------- | ----- | ---------------------- |
| 1  | Italia (bandiera)    | P     | Francesco Benussi      |
| 2  | Brasile (bandiera)   | A     | Babú                   |
| 3  | Argentina (bandiera) | D     | Cristian Fernández     |
| 4  | Italia (bandiera)    | C     | Mauro Bianchi          |
| 5  | Paraguay (bandiera)  | D     | Rubén Maldonado        |
| 6  | Italia (bandiera)    | D     | Alessandro Calori      |
| 7  | Italia (bandiera)    | A     | Enrico Fantini         |
| 7  | Italia (bandiera)    | A     | Raffaele Biancolino    |
| 8  | Brasile (bandiera)   | C     | Anderson               |
| 9  | Italia (bandiera)    | A     | Ciro Ginestra          |
| 10 | Italia (bandiera)    | C     | Alessandro Manetti     |
| 11 | Argentina (bandiera) | A     | Pablo Islas            |
| 11 | Italia (bandiera)    | C     | Pietro Parente         |
| 12 | Nigeria (bandiera)   | P     | Adeniyi Saula          |
| 13 | Italia (bandiera)    | C     | Andrea Turato          |
| 14 | Italia (bandiera)    | D     | Giovanni Orfei         |
| 15 | Italia (bandiera)    | C     | Luca Di Prisco         |
| 16 | Italia (bandiera)    | C     | Daniele Amerini        |
| 16 | Nigeria (bandiera)   | A     | Kelechi Francis Ibekwe |

| N. |                      | Ruolo | Calciatore              |
| -- | -------------------- | ----- | ----------------------- |
| 17 | Argentina (bandiera) | C     | Gastón Liendo           |
| 18 | Italia (bandiera)    | A     | Gaetano Mancino         |
| 19 | Argentina (bandiera) | C     | Matías Miramontes       |
| 18 | Italia (bandiera)    | A     | Stefano Guidoni         |
| 20 | Paraguay (bandiera)  | C     | Rivaldo González        |
| 21 | Brasile (bandiera)   | C     | Felipe Giacomini        |
| 22 | Italia (bandiera)    | D     | Giuseppe Pisani         |
| 23 | Italia (bandiera)    | D     | David Giubilato         |
| 24 | Francia (bandiera)   | C     | Julien Brellier         |
| 25 | Italia (bandiera)    | A     | Maurizio Rossi          |
| 27 | Italia (bandiera)    | C     | Andrea Bovo             |
| 28 | Italia (bandiera)    | D     | Gianluca Grassadonia    |
| 29 | Italia (bandiera)    | C     | Davide Saverino         |
| 30 | Paraguay (bandiera)  | C     | Nelinho                 |
| 31 | Paraguay (bandiera)  | C     | Claudio Vargas Villalba |
| 32 | Italia (bandiera)    | A     | Fabio Mazzeo            |
| 71 | Italia (bandiera)    | A     | Paolo Poggi             |
| 79 | Italia (bandiera)    | C     | David D'Antoni          |
| 90 | Italia (bandiera)    | P     | Salvatore Soviero       |

## Risultati

### Campionato

#### Girone di andata
| Arbitro: | Rocchi (Firenze) |

|  |           |                                      |
|  | Marcatori | 58’ Oliveira 67’ Nygaard 78’ Mascara |

| Bergamo 7 settembre 2003, ore 20:30 2ª giornata | Atalanta            | 0 – 0 | Venezia | Stadio Atleti Azzurri d'Italia\| Arbitro: \| Carlucci (Molfetta) \| |
| Arbitro:                                        | Carlucci (Molfetta) |       |         |                                                                     |

| Arbitro: | Cruciani (Pesaro) |

|              |           |               |
| M. Rossi 24’ | Marcatori | 35’ Tamburini |

| Arbitro: | Dattilo (Locri) |

|               |           |  |
| Palladini 10’ | Marcatori |  |

| Arbitro: | Farina (Novi Ligure) |

|            |           |  |
| Tarana 24’ | Marcatori |  |

| Arbitro: | Carlucci (Molfetta) |

|                              |           |             |
| Fantini 23’ M. Bianchi 90+4’ | Marcatori | 52’ Millesi |

| Bergamo 4 ottobre 2003, ore 20:30 7ª giornata | AlbinoLeffe       | 0 – 0 | Venezia | Stadio Atleti Azzurri d'Italia\| Arbitro: \| Rizzoli (Bologna) \| |
| Arbitro:                                      | Rizzoli (Bologna) |       |         |                                                                   |

| Arbitro: | Tagliavento (Terni) |

|                               |           |                                    |
| Pisani 25’ Fantini 45’ (rig.) | Marcatori | 64’ Colacone 82’ (rig.) Bjelanovic |

| Arbitro: | De Santis (Roma) |

|                               |           |           |
| G. Fontana 30’ (rig.) Pià 40’ | Marcatori | 81’ Islas |

| Arbitro: | Rizzoli (Bologna) |

|            |           |            |
| Liendo 38’ | Marcatori | 90+4’ Toni |

| Arbitro: | Rizzoli (Bologna) |

|               |           |                 |
| Anaclerio 59’ | Marcatori | 90+3’ Maldonado |

| Arbitro: | Bergonzi (Genova) |

|                                          |           |                                  |
| Brellier 24’ Anderson 84’ Miramontes 89’ | Marcatori | 27’ Cordova 90+2’ (rig.) Spinesi |

| Arbitro: | Romeo (Verona) |

|                 |           |              |
| Guidoni 7’, 33’ | Marcatori | 61’ Ferrante |

| Arbitro: | M. Mazzoleni (Bergamo) |

|                    |           |                                    |
| Zola 40’ Suazo 61’ | Marcatori | 23’ (aut.) Macellari 45+1’ Fantini |

| Arbitro: | Pieri (Genova) |

|                             |           |  |
| Miramontes 10’ Brellier 29’ | Marcatori |  |

| Livorno 23 novembre 2003, ore 15:00 16ª giornata | Livorno             | 0 – 0 | Venezia | Stadio Armando Picchi\| Arbitro: \| Castellani (Verona) \| |
| Arbitro:                                         | Castellani (Verona) |       |         |                                                            |

| Arbitro: | Carlucci (Molfetta) |

|              |           |              |
| Rastelli 43’ | Marcatori | 19’ Anderson |

| Venezia 7 dicembre 2003, ore 15:00 18ª giornata | Venezia             | 0 – 0 | Napoli | Stadio Pierluigi Penzo\| Arbitro: \| Tagliavento (Terni) \| |
| Arbitro:                                        | Tagliavento (Terni) |       |        |                                                             |

| Arbitro: | Tagliavento (Terni) |

|                   |           |                |
| Riganò 84’ (rig.) | Marcatori | 24’ Miramontes |

| Arbitro: | Romeo (Verona) |

|  |           |           |
|  | Marcatori | 46’ Longo |

| Arbitro: | Farina (Novi Ligure) |

|           |           |  |
| Cossu 77’ | Marcatori |  |

| Arbitro: | Gabriele (Frosinone) |

|  |           |           |
|  | Marcatori | 12’ Frick |

| Arbitro: | Nucini (Bergamo) |

|                      |           |  |
| Fernández 53’ (aut.) | Marcatori |  |

#### Girone di ritorno
| Arbitro: | Giannoccaro (Lecce) |

|                                    |           |  |
| Mascara 49’ Oliveira 61’ Taldo 85’ | Marcatori |  |

| Arbitro: | De Marco (Chiavari) |

|           |           |  |
| Poggi 63’ | Marcatori |  |

| Arbitro: | M. Mazzoleni (Bergamo) |

|                                       |           |                    |
| Margiotta 22’, 43’ Schwoch 75’ (rig.) | Marcatori | 34’ (rig.) Parente |

| Arbitro: | Romeo (Verona) |

|                           |           |  |
| Saverino 29’ M. Rossi 88’ | Marcatori |  |

| Venezia 22 febbraio 2004, ore 15:00 28ª giornata | Venezia           | 0 – 0 | Piacenza | Stadio Pierluigi Penzo\| Arbitro: \| Cassarà (Palermo) \| |
| Arbitro:                                         | Cassarà (Palermo) |       |          |                                                           |

| Arbitro: | Giannoccaro (Lecce) |

|                |           |  |
| Sorrentino 55’ | Marcatori |  |

| Arbitro: | Bergonzi (Genova) |

|                             |           |               |
| Giubilato 58’ Maldonado 84’ | Marcatori | 1’ Possanzini |

| Arbitro: | Dattilo (Locri) |

|                   |           |  |
| Milito 76’ (rig.) | Marcatori |  |

| Arbitro: | Girardi (San Donà di Piave) |

|                |           |  |
| Biancolino 27’ | Marcatori |  |

| Arbitro: | De Marco (Chiavari) |

|                                               |           |  |
| Toni 20’, 82’ E. Filippini 40’ Gasbarroni 61’ | Marcatori |  |

| Venezia 21 marzo 2004, ore 15:00 34ª giornata | Venezia            | 0 – 0 | Treviso | Stadio Pierluigi Penzo\| Arbitro: \| Bolognino (Milano) \| |
| Arbitro:                                      | Bolognino (Milano) |       |         |                                                            |

| Arbitro: | Saccani (Mantova) |

|           |           |                          |
| Bruno 42’ | Marcatori | 38’ Biancolino 50’ Poggi |

| Torino 3 aprile 2004, ore 20:30 36ª giornata | Torino              | 0 – 0 | Venezia | Stadio delle Alpi\| Arbitro: \| Giannoccaro (Lecce) \| |
| Arbitro:                                     | Giannoccaro (Lecce) |       |         |                                                        |

| Arbitro: | Morganti (Ascoli Piceno) |

|           |           |                           |
| Poggi 90’ | Marcatori | 39’ Albino 88’ R. Bianchi |

| Arbitro: | Palanca (Roma) |

|                                 |           |                |
| Di Napoli 64’ Parisi 81’ (rig.) | Marcatori | 29’ Biancolino |

| Arbitro: | Morganti (Ascoli Piceno) |

|                                          |           |                                   |
| Giubilato 7’ Biancolino 26’ Anderson 48’ | Marcatori | 53’ C. Lucarelli 84’ Danilevicius |

| Arbitro: | Nucini (Bergamo) |

|                             |           |                     |
| Biancolino 2’, 25’ Poggi 5’ | Marcatori | 70’ (aut.) Anderson |

| Arbitro: | Cassarà (Palermo) |

|             |           |                   |
| Dionigi 54’ | Marcatori | 4’ (aut.) Carrera |

| Arbitro: | Dattilo (Locri) |

|  |           |                       |
|  | Marcatori | 37’ Vryzas 81’ Riganò |

| Arbitro: | Morganti (Ascoli Piceno) |

|                               |           |  |
| Longo 65’ (rig.) Nomvethe 79’ | Marcatori |  |

| Arbitro: | Trefoloni (Siena) |

|  |           |                           |
|  | Marcatori | 28’ Adailton 82’ Mihalcea |

| Arbitro: | Rodomonti (Roma) |

|                                          |           |                             |
| Zampagna 15’, 44’, 53’ Adeshina 18’, 37’ | Marcatori | 38’ Pisani 83’ (rig.) Poggi |

| Arbitro: | Pellegrino (Barcellona Pozzo di Gotto) |

|           |           |  |
| Poggi 35’ | Marcatori |  |

### Spareggi salvezza
| Arbitro: | Rodomonti (Roma) |

|           |           |  |
| Bruno 58’ | Marcatori |  |

| Arbitro: | Farina (Novi Ligure) |

|                               |           |  |
| Brellier 50’ Biancolino 90+3’ | Marcatori |  |

### Coppa Italia

#### Girone 4
| Arbitro: | Brighi (Cesena) |

|                          |           |  |
| Ginestra 42’ Fantini 68’ | Marcatori |  |

| 26 agosto 2003 2ª giornata | Vicenza | – Partita non disputata | Venezia |  |

| 5 settembre 2003 3ª giornata | Venezia | – Partita non disputata | Triestina |  |

#### Secondo turno
| Arbitro: | De Marco (Chiavari) |

|                         |           |  |
| Fantini 55’ Islas 90+3’ | Marcatori |  |

| Arbitro: | Dondarini (Finale Emilia) |

|               |           |           |
| Di Natale 81’ | Marcatori | 9’ Turato |

#### Ottavi di finale
| Arbitro: | Tombolini (Ancona) |

|  |           |                              |
|  | Marcatori | 53’ Rosina 71’ (rig.) Grieco |

| Arbitro: | Gabriele (Frosinone) |

|  |           |              |
|  | Marcatori | 90+2’ Mazzeo |